# Tritonia striata
Tritonia striata é uma espécie de molusco pertencente à família Tritoniidae.
A autoridade científica da espécie é Haefelfinger, tendo sido descrita no ano de 1963.
Trata-se de uma espécie presente no território português, incluindo a zona económica exclusiva.